# Mathias Dyngeland
Mathias Dyngeland (Fana, 7 de octubre de 1995) es un futbolista noruego que juega en la demarcación de portero para el SK Brann de la Eliteserien.

## Selección nacional
Hizo su debut con la selección de fútbol de Noruega el 16 de noviembre de 2023 en un partido amistoso contra Islas Feroe que finalizó con un resultado de 2-0 tras los goles de Jørgen Strand Larsen y Oscar Bobb.

## Clubes
| Club                         | País    | Año       | Partidos | Goles |
| ---------------------------- | ------- | --------- | -------- | ----- |
| Fana IL (cedido)             | Noruega | 2012      | 2        | 0     |
| Sogndal Fotball              | Noruega | 2012-2019 | 161      | 0     |
| IF Elfsborg                  | Suecia  | 2020-2021 | 2        | 0     |
| Vålerenga Fotball 2 (cedido) | Noruega | 2021      | 3        | 0     |
| Vålerenga Fotball (cedido)   | Noruega | 2021      | 3        | 0     |
| SK Brann                     | Noruega | 2022-     | 108      | 0     |

## Palmarés

### Títulos nacionales
| Título          | Club     | País    | Año  |
| --------------- | -------- | ------- | ---- |
| Copa de Noruega | SK Brann | Noruega | 2022 |